# Русский путь (издательство)
Издательство «Ру́сский пу́ть» (полностью — ЗАО «Издательство „Русский путь“») — основано в 1991 году как филиал парижского издательства «YMCA-Press», в 1997 году реорганизовано в закрытое акционерное общество. Издаёт литературу гуманитарного профиля. Среди основных тематических направлений — исторические исследования и мемуары, художественная литература и литературоведение, богословие и философия, военная литература, словари, библиографии, справочники, литература по искусству.

## История издательства
Точкой отсчёта возникновения издательства «Русский путь» можно считать сентябрь 1990 года: Библиотека иностранной литературы (ВГБИЛ) представила большую выставку книг старейшего издательства зарубежной России «YMCA-Press». При выставке работали читальный зал и книжный магазин, где впервые можно было открыто читать и приобретать запрещённые прежде книги богословов, философов, писателей, политических и военных деятелей, вынужденных после революции 1917 года покинуть Россию. Это начинание имело успех. Было решено открыть «имковский» филиал в Москве, и в 1991 году возникло совместное предприятие, названное в духе традиций эмиграции «Русский путь».
В первые четыре года ведущим направлением деятельности «Русского пути», наряду с изданием книг, было открытие «имковских» читальных залов и передвижных выставок в городах России, стран СНГ, Прибалтики и Восточной Европы. К лету 1995 в Российской Федерации было проведено свыше сорока таких акций.
«Русский путь» стал связующим звеном, проводником, которым воспользовались эмигранты для передачи в Россию коллекций книг, периодики, архивных материалов. Назревала необходимость создания в Москве особого центра Русского зарубежья, где передаваемые ценности имели бы надлежащие условия хранения и были бы доступны широкому кругу читателей. Благодаря совместным усилиям Правительства Москвы, Русского общественного фонда Александра Солженицына и «YMCA-Press» в июле 1995 года была образована Библиотека-фонд «Русское Зарубежье». Сегодня это один из крупных культурных, просветительских, научно-исследовательских центров страны и главный партнёр издательства.
В 1995 году издательство «YMCA-Press» передало «Русскому пути» выпуск серий «Исследования новейшей русской истории» (под редакцией А. И. Солженицына) и «Всероссийская мемуарная библиотека» (под редакцией Н. Д. Солженицыной).
В результате сотрудничества «Русского пути» с редакцией «Российского военного сборника» в деятельности издательства появилась военная линия, проводимая А. Е. Савинкиным и И. В. Домниным.
В 1995 году вышел сборник очерков и дневниковых записей Бориса Зайцева.
В 1996 году в «Русском пути» впервые в России был издан труд Глеба Струве «Русская литература в изгнании», дополненный «Кратким биографическим словарём Русского Зарубежья».
В 1997 году «Русский путь» был реорганизован в закрытое акционерное общество. Был увеличен выпуск книг, появился свой книжный магазин.
В конце 1990-х годов были впервые опубликованы одна из последних работ Дмитрия Мережковского «Тайна русской революции: опыт социальной демонологии» и монография Д. А. Левицкого «Жизнь и творческий путь Аркадия Аверченко», пока единственная полная биография писателя.
В числе изданных «Русским путём» книг не публиковавшиеся ранее письма М. И. Цветаевой, переписка литературного критика Иванова-Разумника с известными представителями эмиграции первой волны, работы по литературе и культуре историка и филолога русского зарубежья П. М. Бицилли, очерки журналиста и литературного критика эмиграции И. Н. Голенищева-Кутузова, сборник произведений А. М. Ремизова с многочисленными авторскими иллюстрациями, новые материалы о жизни и творчестве И. А. Бунина, антология пражского поэтического объединения «Скит» с подробными биографическими очерками, альбом Натальи Соллогуб (дочери Б. К. Зайцева), объединивший автографы представителей русской эмиграции во Франции, впервые на русском языке мемуары писательницы и журналистки русского зарубежья З. А. Шаховской «Таков мой век», полное издание знаменитого рукописного альманаха «Чукоккала» с комментариями Корнея Чуковского.
С 2005 года в структуру «Русского пути» входит киностудия. Приоритетное направление её деятельности — создание документальных фильмов о различных аспектах жизни русской диаспоры. Первой такой работой стал фильм Сергея Зайцева «Посольство на Таганском холме» о Доме русского зарубежья имени Александра Солженицына в Москве.

## Книжные серии
- Исследования новейшей русской истории — в 1979 году «YMCA-Press» приступило к изданию серии «Исследования новейшей русской истории» (под ред. А. И. Солженицына). В этом издательстве вышли первые 12 выпусков, десятый («О вождях российского коммунизма» Доры Штурман) и двенадцатый (сборник «Соблазн социализма») — выпущены уже совместно с «Русским путём». В «Русском пути» издание серии продолжается с новой нумерацией. Некоторые из книг, такие как труды известных учёных В.Леонтовича «История Либерализма в России» и Г.Каткова «Февральская революция», представляют собой фундаментальные исследования. Другие, как «Жертвы Ялты» Н.Толстого (о насильственной репатриации русских после Второй мировой войны) или «Нарымская хроника» В.Макшеева (о массовой гибели спецпереселенцев в Нарымском округе в 1930—1945 годах), повествуют о трагичных судьбах людей, ставших заложниками исторических обстоятельств. В третьих («Российский Зарубежный Съезд. 1926. Париж: Документы и материалы», «Антоновское восстание» В.Самошкина) подробно освещаются отдельные значимые эпизоды российской истории.
- Всероссийская мемуарная библиотека: Наше недавнее — в основе другой «имковской» серии — рукописи эмигрантов, откликнувшихся на призыв А. И. Солженицына писать и присылать мемуары, чтобы сохранить память о своём прошлом в условиях планомерного истребления тоталитарными властями как подлинных исторических документов, так и самих свидетелей. Ныне этот бесценный архив передан на хранение в Библиотеку-фонд «Русское Зарубежье». Книги серии показывают историю страны как совокупность судеб живущих в ней людей. Так, события Гражданской войны мы видим глазами знаменитого художника Александра Бенуа, министерского чиновника Татищева и бывшего государственного служащего Окнинского, ушедших на фронт женщин и участника савинковского «Союза Защиты Родины и Свободы» Клементьева, заключённого Бутырок.

- Материалы и исследования — серия издаётся совместно с Библиотекой-фондом «Русское Зарубежье» по материалам Международных научных конференций.

- Российский военный сборник — подготовка и издание выпусков с 1996 года осуществляется вместе с Военным университетом. Книги этой не имеющей аналогов серии представляют русскую (и частично зарубежную) военную классику, военно-государственную мысль России.

- Закладка — в этой серии публикуются не только произведения русских классиков, но и литературно-критические статьи, поднимающие целый пласт отечественного литературоведения и помогающие глубже понять изучаемое произведение.

## Награды
Книги издательства «Русский путь» не раз удостаивались почётных наград и становились победителями конкурсов:
- Солженицын А. И. Двести лет вместе — победитель конкурса «Лучшие издания XIV Московской международной книжной выставки-ярмарки» (2001 г.).

- Онегинская энциклопедия: В 2 т. — Победитель конкурса «Книга года» 2004.

- Смирнова-Марли А. Ю. Дорога домой — Победитель конкурса АСКИ «Лучшие книги года» 2004.

- Лиснянская И. Л. Без тебя: Стихи 2003 года — премия за лучшую книгу стихов на конкурсе «Московский счёт» 2004, учреждённом Фондом творческих проектов.

- Антон Чехов и его критик Михаил Меньшиков: Переписка, дневники, воспоминания, статьи — удостоена премии «Лучшие книги и издательства — 2006», учрежденной Российской государственной библиотекой, Русским биографическим институтом и «Литературной газетой».

- Андреев Д. Л. Собрание сочинений: В 4 т. — победитель конкурса АСКИ «Лучшие книги года» 2006.
- «Чукоккала: Рукописный альманах Корнея Чуковского» — вошёл в шорт-лист конкурса «Книга года» 2007.